# Prosopocera valida
Prosopocera valida är en skalbaggsart som beskrevs av Aurivillius 1927. Prosopocera valida ingår i släktet Prosopocera och familjen långhorningar.
Artens utbredningsområde är:
- Gabon.
- Sierra Leone.

Inga underarter finns listade i Catalogue of Life.